# Carex fulva
Carex fulva är en halvgräsart som beskrevs av Samuel Goodenough. Carex fulva ingår i släktet starrar, och familjen halvgräs. Inga underarter finns listade i Catalogue of Life.